# Eccellenza Sardegna 1996-1997
Il campionato italiano di calcio di Eccellenza regionale 1996-1997 è stato il sesto organizzato in Italia. Rappresenta il sesto livello del calcio italiano.
Questo è il campionato regionale della regione Sardegna.

## Squadre partecipanti
| Squadra                  |                              |
| ------------------------ | ---------------------------- |
| Pol. Alghero             | Alghero (SS)                 |
| Pol. Arzachena           | Arzachena (SS)               |
| A.C. Carbonia            | Carbonia (SU)                |
| S.S. Carloforte          | Carloforte (SU)              |
| Pol. Corrasi             | Oliena (NU)                  |
| Pol. Gialeto             | Serramanna (CA)              |
| Pol. Iglesias            | Iglesias (SU)                |
| U.S. Ilvamaddalena       | La Maddalena (SS)            |
| Pol. Porto Rotondo       | Olbia (OT)                   |
| A.C. Pula                | Pula (CA)                    |
| Pol. Sant’Antioco        | Sant'Antioco (Italia) (SU)   |
| U.S. Santa Teresa        | Santa Teresa di Gallura (OT) |
| P.S.F. Sant'Elena Quartu | Quartu Sant'Elena (CA)       |
| Pol. Sinnai              | Sinnai (CA)                  |
| Pol. Tharros             | Oristano (OR)                |
| S.S. Villacidrese        | Villacidro (SU)              |

## Classifica finale
|  | Pos. | Squadra                                | Pt | G  | V  | N  | P  | GF | GS | DR  |
|  | ---- | -------------------------------------- | -- | -- | -- | -- | -- | -- | -- | --- |
|  | 1.   | U.S. Santa Teresa, S.Teresa di Gallura | 63 | 30 | 18 | 9  | 3  | 48 | 17 | +31 |
|  | 2.   | S.S. Carloforte, Carloforte            | 58 | 30 | 17 | 7  | 6  | 37 | 19 | +18 |
|  | 3.   | A.C. Pula, Pula                        | 57 | 30 | 16 | 9  | 5  | 52 | 23 | +29 |
|  | 4.   | P.S.F. Sant'Elena, Quartu Sant'Elena   | 49 | 30 | 12 | 13 | 5  | 37 | 16 | +21 |
|  | 5.   | Pol. Iglesias, Iglesias                | 40 | 30 | 10 | 10 | 10 | 33 | 31 | +2  |
|  | 6.   | Pol. Arzachena, Arzachena              | 40 | 30 | 9  | 13 | 8  | 26 | 26 | 0   |
|  | 7.   | Pol. Tharros, Oristano                 | 38 | 30 | 9  | 11 | 10 | 37 | 35 | +2  |
|  | 8.   | Pol. Ilvamaddalena, La Maddalena       | 37 | 30 | 10 | 7  | 13 | 38 | 52 | -14 |
|  | 9.   | S.S. Villacidrese, Villacidro          | 36 | 30 | 8  | 12 | 10 | 26 | 37 | -11 |
|  | 10.  | Pol. Porto Rotondo, Porto Rotondo      | 36 | 30 | 9  | 9  | 12 | 37 | 40 | -3  |
|  | 11.  | Pol. Gialeto, Serramanna               | 36 | 30 | 8  | 12 | 10 | 27 | 38 | -11 |
|  | 12.  | Pol. Corrasi, Oliena                   | 35 | 30 | 7  | 14 | 9  | 24 | 25 | -1  |
|  | 13.  | Pol. Sant'Antioco, S.Antioco           | 35 | 30 | 8  | 11 | 11 | 39 | 44 | -5  |
|  | 14.  | Pol. Alghero, Alghero                  | 32 | 30 | 6  | 14 | 10 | 35 | 35 | 0   |
|  | 15.  | Pol. Sinnai, Sinnai                    | 30 | 30 | 6  | 12 | 12 | 20 | 35 | -15 |
|  | 16.  | A.C. Carbonia, Carbonia                | 14 | 30 | 3  | 5  | 22 | 26 | 79 | -53 |